# Comment ça va (album)
A Comment Ça Va című album a The Shorts nevű holland popzenekar 1983-ban megjelent első és máig egyetlen stúdióalbuma. A lemezről az albummal azonos címet viselő Comment ça va című dal vált slágerré, melyet a mai napig nem sikerült a csapatnak felülmúlnia. A csapat több kislemezt is kiadott, azonban ezek nem kerültek albumra.

## Tracklista
1. Comment ça va
2. One Pair
3. Een Beetje Vuur
4. Ik Zing
5. Springtime
6. I'm A Musician
7. Je Suis Tu Es
8. Subway Love
9. I'm Saving
10. Annabelle
11. Goodbye, Don't Cry